# Doutor Estranho (filme)
Doctor Strange (bra/prt: Doutor Estranho) é um filme de super-herói estadunidense de 2016, baseado no personagem homônimo da Marvel Comics, produzido pela Marvel Studios e distribuído pela Walt Disney Studios Motion Pictures. Foi dirigido por Scott Derrickson, que escreveu o roteiro ao lado de Jon Spaihts e C. Robert Cargill, sendo estrelado por Benedict Cumberbatch, Chiwetel Ejiofor, Rachel McAdams, Benedict Wong, Michael Stuhlbarg, Benjamin Bratt, Scott Adkins, Mads Mikkelsen e Tilda Swinton. É o décimo quarto filme do Universo Cinematográfico Marvel e o primeiro longa-metragem solo do personagem. Em Doutor Estranho, Stephen Strange aprende as artes místicas da Anciã, após um acidente de carro acabar com a sua carreira.
Várias encarnações de um filme do Doutor Estranho estavam em desenvolvimento desde meados da década de 1980 até que a Paramount Pictures adquiriu os direitos do filme em abril de 2005 em nome da Marvel Studios. Thomas Dean Donnelly e Joshua Oppenheimer foram trazidos em junho de 2010 para escreverem um roteiro. Em junho de 2014, Derrickson e Spaihts foram contratados para dirigir e re-escrever o filme, respectivamente. Cumberbatch foi escolhido para o papel epônimo em dezembro de 2014, necessitando uma mudança de programação para trabalhar em torno de seus outros compromissos. Isso deu a Derrickson tempo para trabalhar no próprio roteiro, pelo qual ele trouxe Cargill para ajudar. O filme começou a fotografia principal em novembro de 2015 no Nepal antes de se mudar para o Reino Unido, Hong Kong, e concluiu em Nova York em abril de 2016.
A estreia mundial de Doutor Estranho ocorreu em Hong Kong no dia 13 de outubro de 2016, sendo lançado nos Estados Unidos em 4 de novembro de 2016 nos formatos 3D e IMAX 3D. Recebeu críticas geralmente favoráveis, destacando-se as performances do elenco, os efeitos visuais e a partitura musical, mas também recebeu críticas pela história básica de origem contada no filme. Arrecadou mais de 677 milhões de dólares mundialmente, tornando-se o décimo primeiro filme de maior bilheteria em 2016. Esses elementos positivos também receberam premiações, incluindo uma indicação ao Oscar de Melhores Efeitos Visuais. Sua sequência, Doutor Estranho no Multiverso da Loucura, foi lançada em 2022.

## Enredo
Em Katmandu, Nepal, o feiticeiro Kaecilius e seus seguidores entram no composto secreto Kamar-Taj e roubam o ritual de um livro proibido pela Anciã, uma feiticeira que vive vários séculos e que ensinou a todos em Kamar-Taj, incluindo Kaecilius, nos modos das artes místicas. A Anciã persegue os traidores, mas Kaecilius e alguns de seus seguidores escapam com as páginas.
Stephen Strange, um aclamado neurocirurgião, perde o movimento de suas mãos em um acidente de carro. Sua ex-amante e colega de trabalho Christine Palmer tenta ajudá-lo a seguir em frente, mas o arrogante Strange quer desesperadamente curar seus ferimentos. Depois de meses tentando cirurgias experimentais em suas mãos, e usando todos os seus recursos, Strange ouve falar de Jonathan Pangborn, um paraplégico que misteriosamente foi capaz de andar novamente. Pangborn fala a Strange sobre o Kamar-Taj, no Nepal. Lá, outro feiticeiro, Karl Mordo, apresenta Strange à Anciã. A Anciã mostra à Strange o seu poder, revelando o plano astral e outras dimensões, como a Dimensão Espelhada. Strange implora para ela ensiná-lo e, apesar de sua arrogância lembrá-la de Kaecilius, ela eventualmente aceita.
Strange começa o seu ensinamento com a Anciã e Mordo, e aprende mais dos livros antigos na biblioteca, que agora é protegida pelo mestre Wong. Mordo e Wong explicam que a Terra é protegida de outras dimensões por um feitiço formado a partir de três blocos chamados Sanctum's, encontrados em Nova York, Londres e Hong Kong. A tarefa dos feiticeiros é proteger os Sanctum's, embora Pangborn tenha escolhido renunciar esta responsabilidade em favor de canalizar energia para andar de novo. Strange avança em seus estudos, lendo também os textos secretos dos quais Kaecilius roubou as páginas, aprendendo a manipular o tempo com o Olho de Agamotto. Mordo e Wong avisam Strange sobre as consequências de quebrar as leis da natureza.
Kaecilius e seus seguidores usam as páginas roubadas para começar a convocar o poderoso Dormammu da Dimensão Negra, onde o tempo não existe e todos podem viver para sempre. Kaecilius destrói o Sanctum de Londres, para diminuir as defesas da Terra. Os seguidores de Kaecilius atacam o Sanctum de Nova York, mas Strange o defende com a ajuda do Místico Manto de Levitação. Strange é ferido gravemente e teleporta para o hospital onde trabalhava à procura de Christine, que o salva. De volta ao Sanctum de Nova York, Strange revela que a Anciã drena energia da Dimensão Negra para ter mais poder e longevidade. Eles confrontam Kaecilius e seus seguidores de novo pelas ruas e prédios distorcidos de Nova York. A Anciã é ferida e, antes de morrer, diz a Strange que uma hora ele vai ter que quebrar certas regras se quiser vencer Kaecilius. Stephen vai pedir a ajuda de Mordo e eles vão para o Sanctum de Hong Kong. Eles chegam lá e veem a cidade ser praticamente destruída pelo surgimento da Dimensão Negra. Strange usa o Olho de Agamotto para voltar no tempo e impedir que tudo aquilo acontecesse, salvando Wong, depois entrando na Dimensão Negra e prendendo-se junto a Dormammu em um loop temporal para sempre. Dormammu, não conseguindo matar Strange devido ao loop temporal, aceita entrar em acordo, deixando a Terra em paz e tirando Kaecilius e seus seguidores de lá, em troca da quebra do loop.
Desgostoso com as decisões de Strange e da Anciã, Mordo vai embora. Stephen devolve o Olho de Agamotto ao seu lugar e Wong cita que ela é uma Joia do Infinito. Strange vai para o Sanctum de Nova York onde com permissão de Wong, residiria como Guardião.

## Elenco

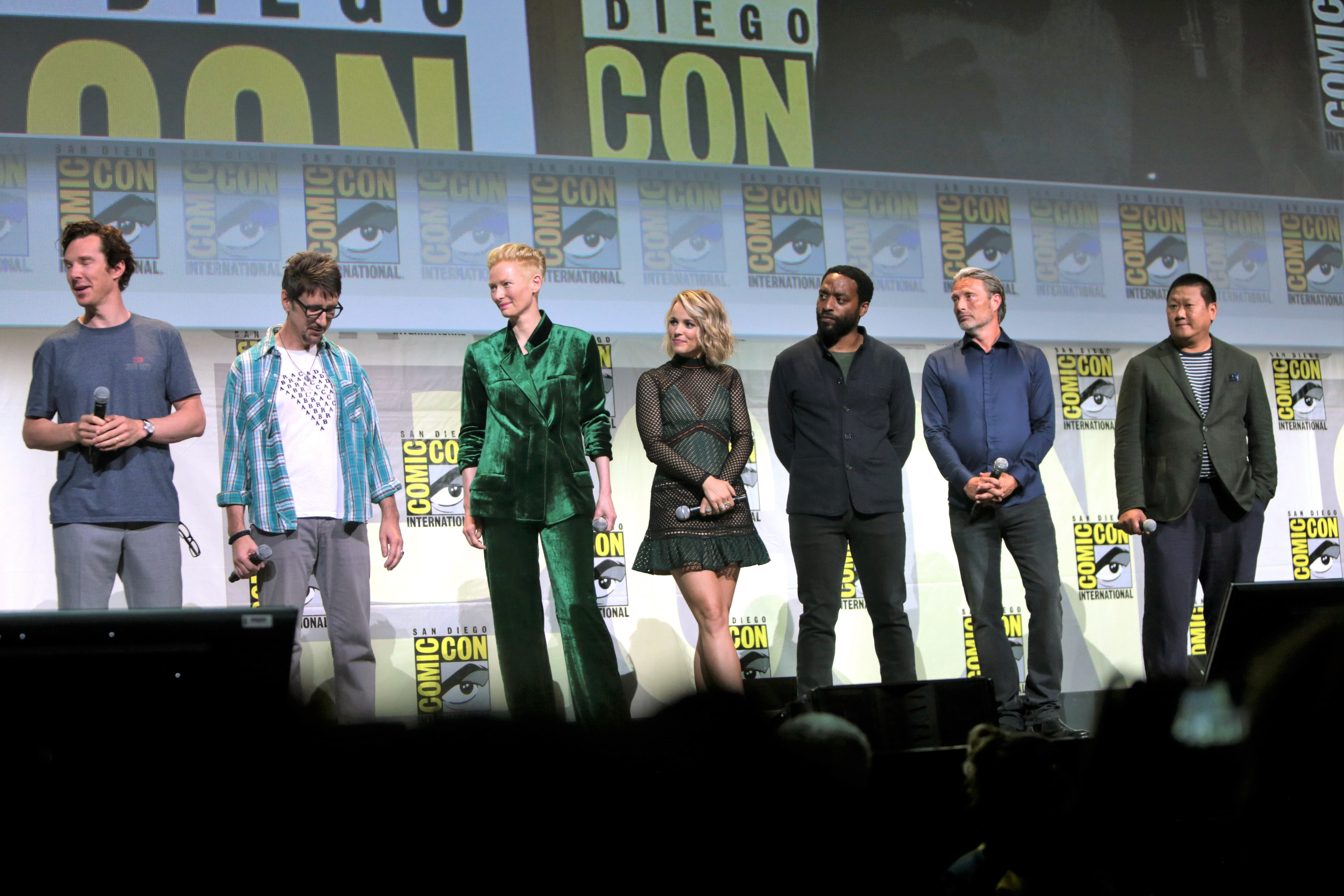
(L-R) Benedict Cumberbatch, Scott Derrickson, Tilda Swinton, Rachel McAdams, Chiwetel Ejiofor, Mads Mikkelsen, e Benedict Wong promovendo Doutor Estrando na San Diego Comic-Con Internacional em 2016

- Benedict Cumberbatch como Dr. Stephen Strange: 
 Um neurocirurgião que, após um acidente de carro que o levou em uma jornada de cura, descobre um mundo mágico escondido e dimensões alternativas.[6] Cumberbatch descreveu Strange como arrogante, e o filme sendo sobre "sua partida de um momento onde acha saber de tudo até a realização de que não sabe de nada".[7] Ele comparou o personagem à versão de Sherlock Holmes que interpretou em Sherlock, chamando ambos os personagens de "inteligentes" e tendo "similaridades".[8] O misticismo do filme ressoou com Cumberbatch, para quem a espiritualidade tem sido importante desde que passou um tempo ensinando inglês em um monastério tibetano budista em Darjeeling, Índia.[9][10] Além de suas habilidades, que incluem criação de escudos e armas e a criação portais, Strange também utiliza a Capa da Levitação para voar, e o Olho de Agamotto, uma relíquia contendo uma joia do infinito que pode ser usada para manipular o tempo.[11][12] Cumberbatch tomou cuidado em definir os movimentos e gestos de suas magias, sabendo que os fãs os analisariam.[13]
- Chiwetel Ejiofor como Karl Mordo: 
Um mestre das Artes Místicas, amigo da Anciã e mentor de Strange. Esta versão de Mordo é uma combinação de diferentes personagens da história original de Doctor Strange, e, diferentemente dos quadrinhos, não é introduzido como um vilão.[14][15] Ejiofor comentou sobre isso, afirmando que Mordo é "um personagem muito complexo que, na verdade, eu não acho que pode ser interpretado facilmente de um jeito ou de outro."[16][17] O diretor Scott Derrickson afirmou que a mudança no personagem veio de conversas com Ejiofor e com sua escolha para interpretá-lo.[16] Ejiofor descreveu o relacionamento de Mordo com a Anciã como "longo e intenso",[17] afirmando que "há um respeito crescente" entre o personagem e Strange, até que "as coisas ficam complicadas".[16] Derrickson achou que Mordo era um fundamentalista, dizendo que "quando alguém se entrega a um código moral extraordinariamente rigoroso, o processo de sair desta rotina é violento, e ele se torna desiludido com as contradições morais da Anciã. Enquanto que Strange aceita a contradição, Mordo não consegue aceitar,[18] levando a um "antagonismo entre Mordo e Strange" que será explorado em filmes futuros.[16] Discutindo a diversidade do elenco do filme, ao comentar sobre as controversas escolhas para a Anciã e Wong, Derrickson afirmou estar confiante que a decisão de escolher Ejiofor como Mordo, e a consequente mudança do personagem "de branco para negro", era a correta.[19]
- Rachel McAdams como Christine Palmer: 
 Uma colega cirurgiã de Strange inicialmente escrita como um interesse amoroso, mas que pouco antes do início das gravações, por sugestão de Derrickson, foi alterada para tornar-se ex-namorada e com uma história onde "ambos saíram do relacionamento como amigos", com a dinâmica dos dois sendo descrita como "o amor está presente independentemente de em qual estágio de relacionamento eles estejam."[20][21] Com esta mudança na caracterização, o produtor Kevin Feige descreveu Palmer como "um alicerce da vida antiga de Strange... Ela é alguém que se conecta a ele no início, e reconecta-se depois, ajudando-o a manter sua humanidade."[22] Ele explica que ter este personagem como uma "conexão para a vida de Strange em Nova Iorque, no mundo normal" foi importante para o estúdio.[23]
- Benedict Wong como Wong:[24]
 Um mestre das Artes Místicas, encarregado de proteger algumas das relíquias e livros mais valiosos de Kamar-Taj.[25][26] O personagem é retratado nos quadrinhos como uma versão asiática de Strange, um estereótipo étnico que Derrickson não quis ter no filme.[27][28] O personagem foi "completamente subvertido e retrabalhado para algo que não caísse em estereótipos dos quadrinhos",[27] o que Derrickson acreditou ter dado ao personagem asiático "uma forte presença no filme".[19] O ator Wong também ficou satisfeito com as mudanças feitas no personagem, que não pratica artes marciais no filme, também para evitar estereótipos.[28] Derrickson comentou que Wong terá "uma forte presença no Universo Cinematográfico Marvel" no futuro.[19]
- Michael Stuhlbarg como Nicodemus West: um cirurgião rival de Strange.[29][30]
- Benjamin Bratt como Jonathan Pangborn: Um paraplégico que aprendeu a curar-se com a Anciã.[31][32][33]
- Scott Adkins como Lucian: Um dos seguidores de Kaecilius.[34][35]
- Mads Mikkelsen como Kaecilius: 
 Um mestre nas Artes Místicas que rompe com a Anciã.[29][25][36] Uma combinação de vários antagonistas dos quadrinhos, Kaecilius foi usado no filme para facilitar a introdução e desenvolvimento de vilões mais importantes no futuro, incluindo "certos indivíduos que vivem em outras dimensões". Derrickson comparou esta dinâmica com a de Saruman e Sauron em O Senhor dos Anéis, dando ao filme "um grande e fantástico" vilão em Sauron, mas também tendo "uma ligação humana" com Kaecilius, semelhante a Saruman, para Strange enfrentar durante o filme.[16][37] Derrickson admitiu que os vilões da Marvel são geralmente criticados, e afirmou que os filmes da UCM dedicam pouco tempo para desenvolverem seus antagonistas. Em Doutor Estranho, ele esperava poder mostrar "o ponto de vista de Kaecilius e quais suas motivações",[38] achando que o personagem é "um homem de ideias" e algumas similaridades com John Doe de Seven e o Coringa de The Dark Knight.[37] Sobre estas motivações, Feige explicou que Kaecilius acredita que a Anciã é hipócrita, protegendo seu próprio poder.[39] A maquiagem de Mikkelsen demorava cerca de 2–3 horas para ser aplicada.[40]
- Tilda Swinton como Anciã: Uma mística de uma terra estrangeira, que se torna a mentora de Strange.[41][14] O personagem é um homem tibetano nos quadrinhos, e o co-escritor C. Robert Cargill disse que adaptá-lo como os quadrinhos o apresentavam seria concretizar um dos grandes estereótipos asiáticos, Fu Manchu, ao mesmo tempo que envolvendo o filme com o debate sobre a soberania do Tibete. Entretanto, não dar um dos poucos papéis asiáticos importantes para um ator asiático também seria recebido negativamente; Cargill comparou a situação com um Kobayashi Maru, um exercício de treinamento de Star Trek onde não há como vencer.[42][19] Derrickson queria mudar o personagem para uma mulher asiática, mas achou que uma mulher mais velha invocaria outro estereótipo, enquanto uma asiática mais nova seria percebida como exploração do fetiche asiático. Ele também queria evitar o estereótipo de "personagem ocidental vindo para a Ásia para aprender sobre como ser asiático",[19] e escolheu uma atriz não asiática para o papel. Derrickson ainda queria aproveitar a oportunidade para definir uma atriz para um papel anteriormente masculino,[42] e escreveu a personagem pensando em Swinton, achando que ela seria a escolha óbvia por ser "dominante, reservada, etérea, enigmática, e mística".[43] Além disso, apesar do filme usar termos como "ela" e "dela", Swinton escolheu interpretar o personagem como andrógena, apesar de Feige explicar que a Anciã era uma posição que seria interpretada por vários personagem através do tempo, então uma versão mais próxima dos quadrinhos ainda poderia existir no futuro.[44][45] Apesar disso, a escolha de Swinton foi altamente criticada como whitewashing.[46] Derrickson disse que estava satisfeito com a diversidade do elenco, em termos de gênero e etnia, mas concordou que "asiáticos sofreram com whitewashing e estereótipos no cinema americano por mais de um século, e as pessoas deveriam se revoltar ou nada mudaria. O que eu fiz foi escolher o pior de dois males, mas ainda foi ruim."[19] Feige afirmou, posteriormente, que o estúdiou achou ter sido esperto quando evitou alguns estereótipos asiáticos, mas as críticas foram um alerta que o fizeram entender que poderiam ter escolhido um ator asiático e ainda assim evitado estereótipos.[47]

Cumberbatch também interpretou, sem créditos, o vilão Dormammu. O ator sugeriu para Derrickson que poderia tomar o papel, achando que o personagem ser um reflexo "horripilante" de Strange seria melhor do que apenas "um monstro horrível". O diretor concordou, elaborando que isso implica que Dormammu não possui uma forma física normal em sua própria dimensão, e então está apenas imitando Strange em seu confronto. Para criar o personagem, Cumberbatch realizou captura de movimento para o time de efeitos visuais usar de referência, e sua voz foi misturada com a de outro ator britânico. Os produtores também fizeram Tony Todd gravar a voz de Dormammu, como uma alternativa, mas decidiram manter a voz de Cumberbatch.
Chris Hemsworth reprisa seu papel como Thor de filmes anteriores em uma cena no meio dos créditos. Além disso, Linda Louise Duan aparece, sem ser nomeada, como Tina Minoru, Mark Anthony Brighton interpreta Daniel Drumm, e Topo Wresniwiro interpreta Hamir, todos mestres das artes místicas sob a Anciã. Zara Phythian, Alaa Safi, e Katrina Durden interpretam fanáticos de Kaecilius, e Pat Kiernan aparece como ele mesmo. O co-criador de Doutor Estranho, Stan Lee, aparece como um motorista de ônibus. Amy Landecker foi escolhida como a anestesista Bruner, mas grande parte de seu papel foi eliminado na versão final do filme.

## Produção

### Desenvolvimento
Um filme baseado no Doutor Estranho da Marvel Comics foi inicialmente listado como "em desenvolvimento" na New World Pictures, com um roteiro datado de 21 de janeiro de 1986, por Bob Gale, que nunca foi para produção. Em 1989, Alex Cox havia co-escrito um roteiro com o co-criador de Doutor Estranho, Stan Lee. O roteiro tinha o personagem viajando pela Quarta Dimensão antes de enfrentar o vilão Dormammu na Ilha de Páscoa, Chile. Um filme usando este roteiro quase foi feito pela Regency Enterprises, mas os filmes desta empresa eram distribuídos pela Warner Bros na época, a qual possuía uma disputa com a Marvel sobre merchandising. Pouco depois, o produtor Charles Band obteve direitos da propriedade da Marvel e começou a desenvolver um filme em seu estúdio, Full Moon Entertainment. Entretanto, o contrato expirou antes do início da produção, e o projeto foi reorganizado como o filme Doctor Mordrid (1992), no qual o personagem principal é bem semelhante ao Doutor Estranho. Em dezembro de 1992, Wes Crave havia assinado um contrato para escrever e dirigir Doutor Estranho para um lançamento em 1994 ou 1995, com a Savoy Pictures de distribuidora. Em 1995, David S. Goyer havia finalizado o roteiro do filme. Em abril de 1997, a Columbia Pictures comprou os direitos do filme, e Jeff Welch trabalhou em um roteiro novo, com Bernie Brillstein e Brad Grey produzindo.
Em abril de 2000, Columbia abandonou Doutor Estranho, o que fez Michael France escrever um roteiro e Chuck Russell e Stephen Norrington se interessarem em dirigí-lo. Em junho de 2001, Dimension Films adquiriu os direitos do filme, com Goyer de volta como roteirista e diretor. Goyer indicou que alguns conflitos de agendamento aconteceram durante uma adaptação de Murder Mysteries, e prometeu não ficar muito dependente de imagens geradas por computadores. Entretanto, até agosto de 2001, Miramax havia adquirido os direitos da Dimension, e em março de 2002, Goyer havia saído do projeto. Uma data de lançamento de 2005 foi anunciada, mas em junho de 2004 não havia nenhum roteiro escrito. O CEO da Marvel Studios, Avi Arad, afirmou que "não estamos avançando no projeto. É um filme difícil de escrever, mas estamos trabalhando nisso. Estamos tentando encontrar o verdadeiro Jerry Garcia da comunidade de roteiristas." Em abril de 2005, a Paramount Pictures adquiriu Doutor Estranho da Miramax, como parte da tentativa da Marvel Studios de produzir seus próprios filmes independentemente. Na época, o filme estava projetado para ter um orçamento de menos de 165 milhões de dólares. Em 2007, Guillermo del Toro e Neil Gaiman lançaram a ideia de uma versão do filme para a Marvel, com Gaiman escrevendo e del Toro dirigindo. Gaiman estava muito interessado em incluir a personagem Clea, mas o estúdio não teve interesse.
Em março de 2009, a Marvel contratou roteiristas para ajudar a trazer maneiras criativas de lançar propriedades intelectuais menos conhecidas, incluindo Doutor Estranho. Em junho de 2010, a Marvel Studios contratou Thomas Dean Donnelly e Joshua Oppenheimer para escrever Doutor Estranho. Enquanto promovia Transformers: Dark of the Moon em abril de 2011, o ator Patrick Dempsey indicou que estava fazendo lobby para atuar como personagem principal. Em janeiro de 2013, o presidente da Marvel Studios, Kevin Feige, confirmou que Doutor Estranho participaria de alguma maneira da terceira fase do Universo Cinematográfico Marvel. Em maio, Feige reiterou que um filme de Doutor Estranho estava sendo desenvolvido pela Marvel Studios, e repetiu a informação em novembro. Em fevereiro de 2014, The Hollywood Reporter escreveu que a Marvel estava considerando Mark Andrews, Jonathan Levine, Nikolaj Arcel e Dean Israelite para dirigir o filme, com Jonathan Aibel e Glenn Berger re-escrevendo o roteiro. Feige negou as informações, mas confirmou que a Marvel estava considerando candidatos. Em março, a Marvel estava considerando Andrews, Levine, ou Scott Derrickson como possíveis diretores.

### Pré-produção
Eu acho que quando você considera o trabalho que eu fiz, faz sentido que ele seria meu personagem de quadrinhos favorito, pelo menos no universo Marvel. Provavelmente o único personagem de quadrinhos que é popular e no qual eu me encaixo. Eu sinto uma grande afinidade com o personagem e sua história, e a ambição desses quadrinhos, especialmente o original de Stan Lee e Steve Ditko, Strange Tales — Eu acho que esses são os meus favoritos. A história inteira dos quadrinhos é extraordinária.

Scott Derrickson, diretor de Doutor Estranho
Em junho de 2014, Derrickson foi escolhido para dirigir o filme. Ele havia escrito uma cena de 12 páginas na qual Strange luta no plano astral enquanto um médico tentar salvar o seu corpo físico em um hospital, baseado em uma sequência dos quadrinhos Doctor Strange: The Oath. Derrickson ilustrou a sequência com suas próprias artes conceituais, além de storyboards de artistas profissionais e uma animação, que ele apresentou para o estúdio. Isto custou ao Derrickson uma "quantidade absurda" de seu próprio dinheiro, mas ele achou que era necessário para provar "que eu queria o trabalho mais do que qualquer um", especialmente depois da Marvel ter informado que mais pessoas estavam interessadas em dirigir Doutor Estranho do que qualquer outro de seus filmes. Derrickson teve oito reuniões com a Marvel sobre o filme. Depois de ser contratado, a Marvel comprou a sua cena de 12 páginas, e ela se tornou uma das partes principais do filme. De acordo com Derrickson, a transição de filmes de terror para filmes de super heróis "foi legal por trabalhar em algo mais positivo. E não ter minha cabeça envolvida em algo sombrio por tanto tempo. Mas também foi estranhamente similar, por causa da natureza fantástica do filme". Em seus filmes de terror, Derrickson tentou usar "personagems e dramas reais interpretados por bons atores ... para enfrentar o fantástico", e então ele quis atores de "alta qualidade" para Doutor Estranho, através dos quais ele poderia introduzir mais elementos fantásticos ao UCM.
Derrickson e a Marvel originalmente discutiram a possibilidade dele co-escrever o filme junto de C. Robert Cagill, com Derrickson também dirigindo, mas a Marvel achou que não conseguiria alcançar a data planejada de julho de 2016 se Derrickson estivesse em ambos os cargos. Quando Derrickson foi escolhido como diretor, a Marvel tornou Cargill o roteirista, com John Spaihts contratado para reescrever o roteiro. Spaihts, um grande fã de Doutor Estranho quando criança, havia "importunado" a Marvel desde que descobriu que a empresa estava buscando um diretor para o filme. Isso eventualmente o levou à reuniões com o estúdio, antes deles iniciarem a busca por escritores. Spaihts disse que eles conversaram "uma tarde inteira, e me encaixei bem", mas recebeu uma ligação da Marvel vários dias depois afirmando que eles não tinham certeza de que queriam levar o filme na mesma direção que Spaihts, e que buscariam outros escritores. Spaihts disse ao seu agente para "não aceitar esta resposta. Ligue de volta, diga que há várias respostas corretas, e me ponha de novo numa sala de reuniões", e depois de falar com a Marvel "por outras três ou quatro horas", foi oferecido o cargo. A Marvel não chegou a buscar outros escritores para o filme. Derrickson já havia sido contratado quando Spaihts entrou no time, e a dupla investiu vários meses trabalhando na história, com Feige e o produtor executivo Stephen Broussard. Eles iniciaram escrevendo o roteiro do início, mas não tinham certeza se seria uma história de origem, ou se começaria com Strange "sendo um bruxo já experiente". Spaihts achou que "uma história de origem para este personagem, como mostrado nos quadrinhos, seria uma linda ópera, tão trágica e épica, que não seria possível evitá-la. Nós tínhamos que contar essa história, e contar nossa melhor versão dela." Derrickson queria que Nightmare fosse o vilão do filme, junto do conceito de "pesadelos sendo uma própria dimensão", mas Feige achou que "a ideia da Dimensão dos Sonhos ser uma outra dimensão" seria difícil de explicar, junto do resto que é introduzido pelo filme. Dormammu, "o vilão mais presente dos quadrinhos", se tornou o antagonista principal.
Durante o início do processo de produção, a Marvel, Derrickson, e Spaihts imaginaram Benedict Cumberbatch interpretando o protagonista. Ao fim de junho, haviam relatos de que a Marvel também visava Tom Hardy e Jared Leto para o papel, enquanto Édgar Ramírez, que trabalhou com Derrickson em Deliver Us from Evil (2014), havia discutido um possível cargo com o diretor. Em julho, depois dos fãs e da mídia terem popularizado a ideia de Cumberbatch como protagonista, o ator explicou na San Diego Comic-Con International 2014 que ele não poderia aceitar o papel devido aos compromissos de outros projetos. Feige afirmou que um ator principal seria anunciado "relativamente rápido", e no final do mês Joaquin Phoenix iniciou as conversas para interpretar o protagonista. Até setembro de 2014, a Marvel estava em negociação para filmar Doutor Estranho no Pinewood-Shepperton, na Inglaterra, com a equipe sendo montada para se organizar nos estúdios Shepperton no final de 2014/início de 2015, para iniciar as gravações em maio de 2015.. As negociações com Phoenix acabaram em outubro de 2014, quando o ator achou que filmes blockbusters não seriam "satisfatórios", com "muitos requisitos do personagem que eram contra seus instintos". A Marvel colocou Leto, Ethan Hawke, Oscar Isaac, Ewan McGregor, Matthew McConaughey, Jake Gyllenhaal, Colin Farrell, e Keanu Reeves na sua lista de possibilidades para o protagonista. Ryan Gosling também teve discussões sobre o personagem, enquanto Reeves não foi contatado sobre o papel, e Cumberbatch ainda estava em consideração. Em outubro, Cumberbatch entrou em negociações, e foi oficialmente elencado em dezembro. Feige explicou que a Marvel continuou tentando contratá-lo para o papel, enquanto considerava outros atores, com Derrickson afirmando que até mesmo durante as negociações com Phoenix, ele e a Marvel ainda queriam contratar Cumberbatch. A Marvel eventualmente decidiu mudar o cronograma de produção para se encaixar aos compromissos de Cumberbatch, permitindo-o participar do projeto.

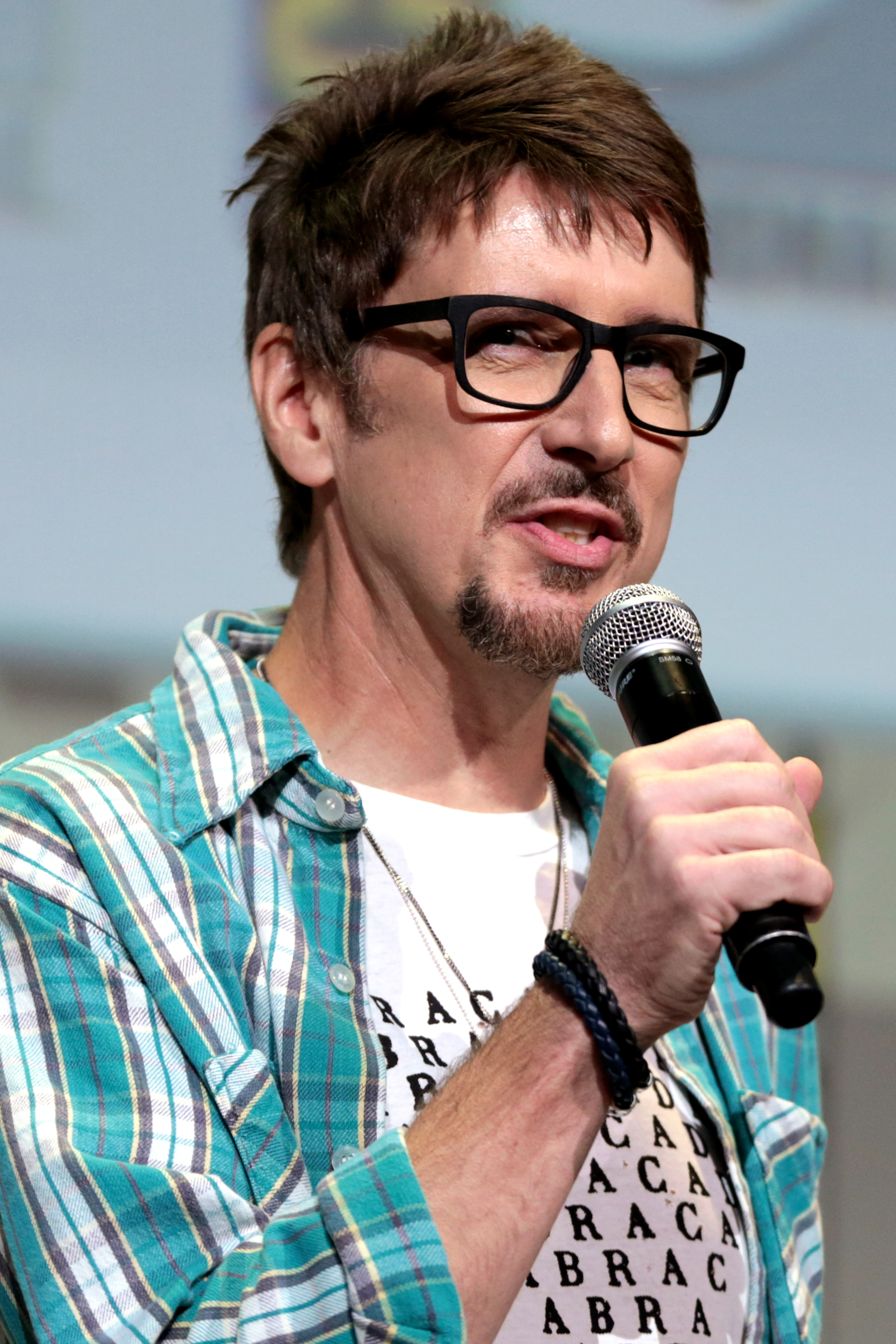
Derrickson promovendo Doutor Estranho na San Diego Comic-Con 2016

Com o novo cronograma de produção do filme, sua data de lançamento foi adiada para novembro de 2016, e Derrickson pôde trabalhar um pouco no roteiro. Ele trouxe Cargill para trabalharem juntos como originalmente planejado. Descrevendo o filme, Cargill o chamou tanto de um filme de super herói, quanto de fantasia, afirmando que "é um universo fantástico mágico, mas ao mesmo tempo repete alguns temas conhecidos de super heróis que as pessoas gostam". Spaihts retornou ao projeto em certo ponto para "finalizar algumas partes do roteiro", e disse que ele estava "contente" com o trabalho que Derrickson e Cargill haviam feito até então. Feige e Derrickson afirmaram que, além de The Oath e o trabalho original de Steve Ditko no Doutor Estranho, uma influência em todos os roteiristas do filme foi o quadrinho Into Shamballa.
Em janeiro de 2015, Chiwetel Ejiofor entrou em negociações preliminares com a Marvel para um papel no filme, posteriormente revelado como Karl Modo. O papel de Ejiofor foi confirmado durante a D23 Expo de 2015. Em abril, Derrickson e membros do time de produção visitaram Nova Iorque para buscar potenciais locais de filmagem, enquanto Feige revelou que as gravações começariam em novembro. Um mês depois, Tilda Swinton estava em negociação para interpretar a Anciã. Em junho de 2015, Derrickson anunciou que iria para Londres para começar a trabalhar no filme, e Feige confirmou que o Sanctum Sanctorum de Strange apareceria, localizado na Bleecker Street do Greenwich Village de Nova Iorque, assim como nos quadrinhos. Swinton confirmou seu papel no filme em julho, quando Rachel McAdams estava sendo considerada para a protagonista feminina. McAdams chegou a comentar que "ainda é muito cedo, e eu não sei que rumo tomarão as negociações, se é que avançarão de alguma maneira", mas acabou confirmando o papel no 2015 Toronto International Film Festival. Jessica Chastain havia sido contatada antes de McAdams para este papel, mas desistiu da oportunidade por achar que teria "apenas uma chance de estrelar em um filme da Marvel", e queria que fosse um papel principal. Mads Mikkelsen iniciou negociações para atuar como um vilão em agosto, "um de muitos atores considerados para o papel de um vilão não definido".
Em setembro de 2015, James Gunn, diretor de Guardiões da Galáxia, afirmou que grande parte da equipe que trabalhou no filme não conseguiria retornar para Guardiões da Galáxia Vol. 2, porque estavam trabalhando em Doutor Estranho. Derrickson também revelou que Gunn havia fornecido anotações sobre o roteiro, além das conversas normais mantidas entre os diretores de filmes do UCM. Ao final do mês, Feige afirmou que anúncios adicionais sobre o elenco seriam feitos "antes do fim do ano", e no início de novembro Michael Stuhlbarg iniciou negociações para atuar como Nicodemus West, um rival de Strange. Derrickson havia oferecido o papel para Stuhlbarg porque ele tinha interesse em trabalhar com o ator, que aceitou participar após ler alguns quadrinhos de Doutor Estranho e ter gostado do arco de crescimento do personagem onde West "culpa a si mesmo por arruinar a cirurgia nas mãos de Strange, removendo sua capacidade de operar".
Feige achou que os visuais do filme precisavam "ser uma mistura de Dikto/Kubrick/Miyazaki/The Matrix", e disse que "você não entra neste mérito em Harry Potter, mas se um cientista visitasse Hogwarts, provavelmente descobriria como algumas dessas coisas acontecem! Não vamos investir muito tempo, mas haverá ao menos um pouco disso no filme. E particularmente para um personagem como Strange, que vai de um homem de ciência para um homem de fé e atravessa ambos estes mundos". Sobre o desenvolvimento das magias do filme, Derrickson achou que a responsabilidade de não repetir a representação de magias de filmes anteriores, como Fantasia e Harry Potter, querendo "encontrar uma nova maneira de fazer magia ser algo tático, real e surreal. E para ligá-las aos gestos ao invés de encantamentos verbais, coisas deste tipo." Feige chamou Doutor Estranho de "uma entrada" para o lado supernatural do UCM, um papel que Derrickson afirmou também ser realizado pelo personagem no início dos quadrinhos, quando Doutor Estranho "abriu o universo de quadrinhos da Marvel para o multiverso Marvel". Discutindo a apresentação de outras dimensões no filme, Feige afirmou que não explorariam realidades paralelas como os quadrinhos Earth-616 e Earth-617, mas que apresentaria "dimensões que são tão diferentes da nossa que você quase não consegue compreendê-las", como o plano Astral, Dimensão Negra, e Dimensão Espelhada.
O astrofísico Adam Frank serviu como um consultor científico para o filme, sendo um conhecido de Derrickson e um fã da Marvel desde a infância. Frank aconselhou sobre "a experiência humana no tempo e espaço", ajudando a Marvel a conceber ideias para o seu multiverso cinemático, e sugerindo diálogos para personagens baseados em suas crenças, sejam eles materialistas, racionalista, reducionista, ou "possuindo uma perspectiva grandiosa". Frank afirmou que cinéfilos modernos poderiam não entender muito bem as complexas ideias científicas, mas pareciam apreciar que "coisas maravilhosas acontecem por causa da ciência. Então basear suas histórias em ciência pode não ser tão plausível, mas permitir que a ciência abra novas possibilidades - as pessoas estão acostumadas com isso em suas vidas. Então eu acho que faz sentido para elas, e é animador". Isso foi um aspecto de filmes anteriores do UCM que Frank chamou de "algo muito bom ... falando como um cientista", dizendo que "eles construíram um universo coerente e consistente, que respeita o processo científico e usa ciência real suficiente para fazer as coisas parecerem plausíveis, ou construir a partir delas."

### Filmagens
A filmagem iniciou no Nepal em 4 de novembro de 2015, sob o título Checkmate. Ben Davis, cinematógrafo do filme depois de trabalhar em Guardiões da Galáxia e Avengers: Age of Ultron, descreveu Doutor Estranho como o Fantasia da Marvel, e afirmou que várias pré-visualizações foram necessárias para conseguir descobrir como filmar as cenas mais psicodélicas. David usou a câmera Arri Alexa 65 para o filme, junto com a Arri Alexa XT Plus. Câmeras que gravam em até 1000 fps foram usadas para as sequências em alta velocidade, como o acidente de carro de Strange.

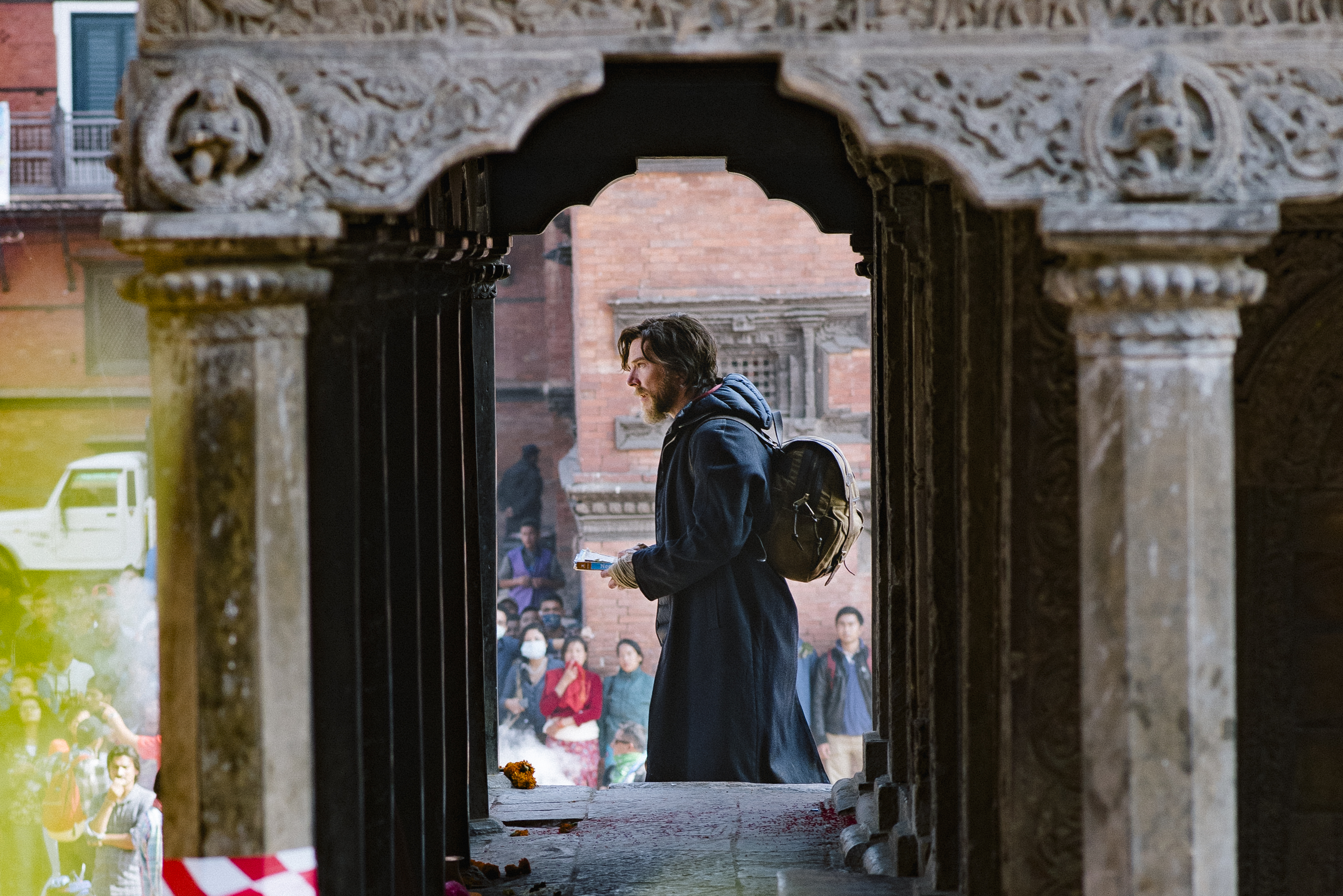
Cumberbatch gravando Doctor Strange em Kathmandu, novembro de 2015

Derrickson escolheu o Nepal como local para apresentar uma "cidade Oriental" que não seria familiar para a maioria das audiências. Depois de buscar e decidir quais locais do país seriam usados, muitas das áreas foram destruídas pelo sismo do Nepal de 2015. Ao invés de escolher outro país, Derrickson e Cumberbatch acharam que trazer a atenção e o turismo para o Nepal após o evento "seria mais uma razão para gravar lá". Cargill disse que o local do Kamar-Taj foi movido do Tibete para o Nepal para prevenir censura pelo governo Chinês. Cumberbatch disse que as gravações no Nepal foram "absolutamente vitais para o filme, não apenas por ser baseado em algo que é exótico. Foi uma maneira mágica de iniciar as gravações. É importante para um filme como esse - que possui uma profunda mudança de ritmo, entrando em uma dimensão totalmente diferente e espiritual - que a entrada para isso esteja em lugar que por si só já é incrivelmente espiritual e maravilhoso." As eventuais gravações ao redor do Vale de Catmandu incluíram os templos de Pashupatinath e Swayambhunath; Thamel e New Road em Catmandu; e a Praça Darbar em Patan.
A produção foi movida para a Longcross Studios em Surrey, Inglaterra, em 11 de novembro, e estava programada para continuar lá até março de 2016. A verdadeira rua de Catmandu que levava até ao Kamar-Taj foi replicada em Longcross, a qual foi descrita como "muito difícil de fazer, pois Catmandu é a cidade mais linda e mergulhada em história. Para replicar este nível de detalhe e história, com o formato das ruas, das construções, dos tijolos e pisos antigos, foi um verdadeiro desafio". Para aumentar a autenticidade, o cenário foi preenchido com comidas de verdade, populada com cachorros, pombos, e uma equipe de atores nepaleses, muitos dos quais eram parentes de pessoas que viveram na verdadeira rua de Catmandu. O interior do Kamar-Taj também foi construído em Longcross, com "escultores criando lindas colunas e decorações de paredes, e construtores criando janelas e portas que evocavam um sentimento exótico de um santuário antigo." O objetivo era fazer parecer que a Anciã e seus discípulos viviam lá por muito tempo, e dar um "sentimento verdadeiramente espiritual e mágico", enquanto integrando-o a uma construção real que a produção filmou em Catmandu. Este cenário e a rua Catmandu foram dois de vinte e um cenários que a equipe criou em Longcross. Outros cenários incluíram o Sanctum Sanctorum de Strange, uma rua de Hong Kong "completa com mais de 80 placas neon e gigantescos tetos para impedir a chuva". O prédio Citypoint, em Ropemaker Street, Londres, tornou-se um prédio de Nova Iorque de onde a Anciã cai para a morte.
As gravações também aconteceram em Hong Kong, e no bairro de Hell's Kitchen em Nova Iorque. Cenas ambientadas em cenários de Nova Iorque também foram gravadas no Shepperton Studios, e posteriormente em Londres. Ao fim de novembro foram confirmadas as contratações de Mikkelsen e Stuhlbarg, com Amy Landecker e Scott Adkins também confirmados para papéis não definidos. Além disso, Benedict Wong ficou sabendo sobre o filme através de seu amigo Ejiofor, e buscou um papel para si mesmo. Ele foi contratado em janeiro para interpretar Wong, e imediatamente se juntou à produção para gravações. A Lamborghini forneceu seis Huracán LP 610-4s para uso nas gravações, uma das quais foi destruída durante as filmagens. A cena de acidente com a Lamborghini foi gravada próximo ao Rio Tâmisa. Também em janeiro de 2016, as filmagens ocorreram no Exeter College. No mês seguinte, Feige revelou que o filme originalmente tinha um prólogo ambientado no CERN, devido ao centro realizar pesquisas reais sobre universos paralelos e dimensões alternativas. Em abril, a produção foi movida para o bairro de Flatiron District, em Nova Iorque, onde fotos do cenário revelaram que Zara Phythian havia sido contratada. As filmagens encerraram em 3 de abril de 2016 na cidade de Nova Iorque.

### Pós-produção
Em junho de 2016, uma coletiva de imprensa da Diamond Select Toys para brinquedos de Doutor Estranho nomeou o personagem de Mikkelsen como Kaecilius e o de McAdams como Christine Palmer. O papel de Mikkelsen foi confirmado oficialmente através de quadrinhos para o filme, enquanto o de McAdams foi confirmado na San Diego Comic-Con 2016. Adicionalmente, Benjamin Bratt foi revelado como Jonathan Pangborn; Adkins como Lucian, um discípulo de Kaecilius; e Landecker como o anestesista Dr. Bruner. Este foi praticamente removido da versão final do filme, com Landecker explicando que ela havia sido colocada em um papel pequeno, para apenas duas cenas no início do filme, já que Derrickson era fã de sua performance em A Serious Man, que também estrelou Stuhlbarg. Após filmar sua primeira cena, na qual ela ajuda Strange em uma cirurgia, Landecker pediu para não ser envolvida na outra cena pois não havia diálogo e era apenas vista de costas, e ao invés disso gostaria de participar de uma premiere especial na Casa Branca para a sua série Transparent. A atriz acreditou que seria removida da primeira cena, mas ainda foi creditada por sua breve aparição. Derrickson também revelou que Lulu Wilson havia sido elencada como a irmã de Strange, para uma cena mostrando seu afogamento quando jovem. A cena foi gravada, e Derrickson achou que foi "ótima, como uma cena por si só", mas "não funcionou" com o resto do filme, e não foi utilizada.
Também na San Diego Comic-Con, Derrickson afirmou que ainda haviam "algumas cenas" para gravar, para "esclarecer a lógica". Mais conteúdo para a cena de treinamento foi gravado, já que audiências de teste "amaram [a sequência de treinos do filme] e queriam mais". Wong indicou que as gravações extras haviam sido finalizadas em agosto. Dan Harmon escreveu material para estas cenas adicionais, o qual Derrickson descreveu como "uma análise de roteiro e trabalho sobre os diálogos", não suficiente para receber créditos no filme. Feige disse que além de qualquer humor que Harmon pudesse adicionar ao filme, ele também foi trazido para "dar sua opinião sobre os conceitos sci-fi". Antes dos cenários do filme serem desmontados, o diretor Taika Waititi, de Thor: Ragnarok, se aproveitou ao escrever e filmar uma cena apresentando Strange encontrando Thor (Chris Hemsworth). A cena foi gravada antes de Ragnarok iniciar a produção. Derrickson e a Marvel acharam que a cena "foi quase perfeita" para mostrar Strange entrando para o UCM de maneira mais ampla, após sua introdução não contar com membros de outros filmes do universo, e por isso adicionaram-na em Doutor Estranho como uma cena no meio dos créditos. Uma cena pós-créditos, dirigida por Derrickson, insinua um papel de Mordo como um antagonista de Strange em uma possível sequência de Doutor Estranho. O cameo de Stan Lee no filme foi dirigido por Gunn no cenário de Guardiões da Galáxia Vol. 2. Isto aconteceu junto de vários outros cameos de Lee, para limitar a quantidade de viagens que ele teria que fazer para os próximos quatro filmes do UCM. Gunn contatou Derrickson durante as filmagens para garantir que a cena fizesse sentido, em respeito à cena de Doutor Estranho, e "jogou vários diálogos para o Lee" no dia da gravação, dando bastante material para Derrickson e a Marvel utilizarem. Opções adicionais que Gunn filmou incluem Lee lendo um livro e perguntando a uma pessoa ao seu lado se ele sabia o que a palavra excelsior significava; Lee rindo muito e afirmando que estava rindo sem motivos, sendo "totalmente insano"; e Lee rindo histericamente de um livro de Garfield. Gunn achou que Garfield seria usada no filme, mas a cena acabou sendo muito longa. Até 10 de outubro de 2016, Derrickson havia completado o filme.
Feige descreveu o uso de 3D no filme como servindo a narrativa, afirmando que "espero que ajude a impressionar as pessoas mais do que apenas uma tela normal". Ele dise que "há sequências no filme nas quais o 3D era realmente necessário para contar a história dimensional que está acontecendo, através dos visuais". Entretanto, ele também afirmou que durante as análises de efeitos visuais para o filme, ficou claro que essas sequências estavam afetando negativamente a história quando vista em 2D, o que necessitou ajustes para que as sequências funcionassem em todos os formatos. Mais de uma hora de filmagem foi "especialmente formatada" para IMAX.

#### Efeitos visuais
Os efeitos visuais de Doutor Estranho foram feitos pela Industrial Light & Magic, Method Studios, Framestore, Lola VFX, Luma Pictures, Rise FX, Crafty Apes, e SPOV, que criaram mais de 1450 efeitos. Pré-visualizações foram organizadas pela The Third Floor. Todas as empresas participaram em elementos mágicos comuns (mandalas, escudos com runas mágicas, chicotes, portais). O supervisor de efeitos visuais, Stephane Ceretti, que também trabalhou em Guardiões da Galáxia, explicou as similaridades e diferenças entre os dois filmes, dizendo que "há alguma semelhança em algumas coisas que fizemos. Da mesma maneira, é um mundo totalmente diferente. Em Guardiões, é mais sci-fi com  muitas cores. Um tom mais comédia. Doutor Estranho é mais sério. Mais alucinante. Nós usamos técnicas bem diferentes, na verdade. Guardiões também foi para nós um gigantesco filme de animação. Já Doutor Estranho foi mais sobre os efeitos e os ambientes".
Derrickson comentou sobre as influências dos visuais do filme dizendo que "os quadrinhos de Steve Ditko e Stan Lee eram sobre esses visuais estranhos", assim como "uma grande quantidade de arte surrealista e fotografia e M. C. Escher". Inspirações adicionais para os visuais vieram de "vários experimentos, vídeos fractais do YouTube" que Derrickson encontrou, e o jogo eletrônico Monument Valley. Derrickson afirmou que a "ambição era usar efeitos visuais de ponta para fazer coisas que eram novas - não apenas para explodir algo." Feige explicou que uma das áreas mais difíceis de ser inventivo eram as sequências de ação, já que Derrickson não queria que elas fossem "apenas alguém atirando um raio de eletricidade, e alguém bloqueando uma bola de eletricidade, para que alguém possa atirar outro raio..." Ao invés disto, eles tentaram incorporar o uso de diferentes dimensões na ação "com o interesse de criar uma identidade visual que era totalmente diferente do que já vimos em outros filmes". Sobre os cenários, Derrickson reiterou que a cena de luta astral foi baseada nos quadrinhos The Oath, enquanto a luta final foi "uma tentativa de capturar a qualidade daquela arte" dos quadrinhos originais, e a perseguição na Dimensão Espelhada foi uma tentativa de imitar Inception "elevando a potência ao máximo, levando a ideia para um lado ainda mais surreal. Mas eu certamente devo muito a este filme". Especificamente para o clímax do filme, Derrickson quis ter "uma grande cena de luta onde estão destruindo uma cidade, e há um portal abrindo e eles precisam fechá-lo", subvertendo o tropo conhecido por ter o vilão derrotado através de um inteligente uso de poder, ao invés de mostrar "uma coisa CGI batendo mais forte do que a outra coisa CGI".
A ILM trabalhou na sequência de Manhattan espelhada se dobrando, escolhidos devido ao seu trabalho criando uma Nova Iorque digital para Vingadores, e a sequência de luta do tempo em Hong Kong, que consistiu de 200 e 150 tomadas, respectivamente. Eles começaram a trabalhar no filme 10 meses antes das filmagens começarem a planejar a sequência em Manhattan; foi quase completamente feito em computação gráfica, apesar de algumas tomadas reais de locais de Nova Iorque terem sido usadas. ILM também criou alguns dublês digitais para vários atores, que foram compartilhados com outras empresas. Method Studios, que trabalhou na Dimensão Quântica em Homem Formiga, trabalhou nas cenas onde Strange viaja entre várias dimensões. Uma das dimensões tinha Strange mudando de forma, mas foi removida porque Derrickson achou que a audiência precisava ver Cumberbatch. Method também foi responsável pela cena do acidente de Strange, além de sequências onde ele faz experimentos com o tempo e a maçã em Kamar-Taj. A cena do acidente de carro misturou fotografia em alta velocidade com cenas em fundo verde, com elementos digitais de Cumberbatch e do carro sendo adicionados. No total, Method trabalhou em 270 tomadas com efeitos especiais.
Framestore foi escolhida para trabalhar na Capa da Levitação, devido ao seu trabalho criando o personagem Rocket de Guardiões da Galáxia. Ceretti chamou as ações da Capa como "um pouco roteirizadas, mas não tanto", e disse que durante o processo de pré-visualizações "nós tivemos grandes discussões sobre o arco da história da Capa no filme". Framestore também trabalhou em cenas de ambiente, como tomadas do cenário de Mandelbrot, dublês digitais de alta resolução, a forma astral, e as faixas usadas para prender Kaecilius, totalizando mais de 365 tomadas. Alexis Wajsbrot, supervisor de computação gráfica da Framestore, chamou a forma astral de "um dos efeitos mais difíceis que já trabalhamos na empresa; encontrar o equilíbrio entre algo que eera sutil e belo". Lola VFX trabalhou nos olhos dos fanáticos, suplementando trabalho de maquiagem com efeitos baseados em um geodo. Eles também criaram lágrimas digitais para Kaecilius. Além de Dormammu e da Dimensão Negra, a Luma Pictures também criou a primeira sequência espelhada do início do filme. Ao criar Dormammu, Ceretti afirmou que eles queriam evitar um visual com fogo, semelhante ao dos quadrinhos, "pois isso já havia sido feito. A ideia era que o personagem vivia entre diferentes dimensões. Nós realmente queríamos adicionar uma ligação ao fogo, mas não queríamos usar fogo, então fomos com uma solução multi-colorida para tentar manter o aspecto psicodélico." Sobre a Dimensão Negra, Ceretti disse que "nós tentamos torná-la viva todo o tempo, a ideia era que a Dimensão Negra fosse um ambiente dinâmico," com o time da Luma referenciando artes de Ditko que "quando iluminadas por luz negra se tornam bem saturadas em cores." Ele também afirmou que "a questão era encontrar um equilíbrio entre todos os elementos, de maneira a prestar homenagem ao trabalho de Ditko, mas também atualizar o visual para algo atual no século XXI. Se você olhar para os detalhes das formas que usamos na Dimensão Negra, você pode identificar as coisas dos quadrinhos nas quais tentamos nos manter fiéis."

## Música
Em maio de 2016, Michael Giacchino revelou que iria trabalhar na trilha sonora do filme. Derrickson chamou a trilha de "mágica, no sentido literal da palavra", adicionando que "Giacchino está fazendo o que bons músicos fazem, não apenas criando música para apoiar o visual, mas adicionando uma terceira camada ao filme. O filme se torna algo novo com sua música." A trilha foi gravada na Abbey Road Studios. Durante a sessão, Paul McCartney ouviu uma das músicas de Giacchino e a comparou com I am the walrus, dos Beatles. Derrickson, um fã de Bob Dylan, buscou por um momento no filme para incluir uma de suas músicas, mas não achou. Entretanto, ele conseguiu incluir a música Interstellar Overdrive de Pink Floyd. Derrickson esperava poder usar ou Interstellar Overdrive ou Are You Experienced?, do álbum The Jimi Hendrix Experience, nos crédidos do filme, mas os direitos autorais para usá-las durante os créditos seriam muito caros, resultando em Giacchino criando a trilha The Master of the Mystic End Credits. Um álbum com a trilha sonora foi lançado digitalmente pela Hollywood Records em 21 de outubro de 2016, com um lançamento de cópias físicas em 18 de novembro do mesmo ano.

## Marketing
Em agosto de 2015, um trailer de arte conceitual narrado por Derrickson foi apresentado na D23 Expo. As imagens mostraram artes de Cumberbatch no traje tradicional de Doutor Estranho dos quadrinhos, assim como uma sequência básica do enredo, mostrando pontos como o acidente de carro de Strange, sua jornada em busca de cura, e uma luta entre Ejiofor e Mordo (antes do personagem ser movido do papel de vilão). O trailer foi recebido por "uma ótima reação do público que assistiu".
Em 12 de abril de 2016, o primeiro teaser trailer do filme estreou no programa Jimmy Kimmel Live!. Clark Collis, da Entertainment Weekly, comparou a "série de cenas caleidoscópicas, que dobravam o mundo" com o filme A Origem, assim como Scott Mendelson, da Forbes. Forbes também comentou que a estrutura do trailer lembra o marketing inicial do filme Batman Begins.  Graeme McMillian, do The Hollywood Reporter, criticou essas semelhanças, criticando também similaridades com The Matrix, e o sotaque americano de Cumberbatch com o de Hugh Laurie interpretando Gregory House em House, chamando-as de "não necessariamente um problema, claro... mas não há nada mais nas cenas do que os aspectos derivados: pela natureza do trailer, não há história por trás do 'homem branco encontra iluminação na Ásia', e há tão pouco diálogo que as audiências não podem decidir se as performances irão elevar o material". McMillian gostou dos efeitos visuais, e do visual de "Tilda Swinton literalmente esmurrando a alma de Strange para fora do corpo", mas concluiu que "como uma introdução, não apenas para uma nova franquia da Marvel, mas para um possível novo gênero, isso parece menos ousado e seguro" do que o primeiro trailer de Guardiões da Galáxia.
Em julho de 2016, a Marvel Comics lançou quadrinhos de prelúdio, mostrando quatro mestres das artes místicas - Kaecilius, Wong, Tina Minoru, e Daniel Drumm - perseguindo uma mulher que havia roubado uma relíquia mágica. Uma continuação, focada na Anciã treinando aprendizes das artes mágicas no Kamar-Taj, foi lançado um mês depois. Derrickson, Cumberbatch, Swinton, Ejiofor, McAdams, Mikkelsen, e Wong atenderam a San Diego Comic-Con 2016, onde apresentaram um clipe exclusivo e um segundo trailer do filme. No mês seguinte, o mesmo clipe da Comic-Con foi apresentado na Asia Pop Comic Convention Manila. Em setembro de 2016, mais um quadrinho prelúdio foi lançado, focando em Kaecilius, ao mesmo tempo que cenas por trás das das câmeras foram lançadas como seção especial no Blu-ray de Capitão América: Guerra Civil. Também em setembro, em parceria com a Dolby Laboratories, Broadcom, Synchrony Bank, e Society for Science & the Public, a Marvel anunciou The Magic of STEM Challenge, com foco em mulheres de 15 a 18 anos nos campos STEM. O desafio era que as participantes deveriam enviar vídeos delas encontrando mentores e explorando ideias anteriormente consideradas possíveis apenas através de magia. Cinco vencedoras atenderiam a estreia global do filme, e receberiam um tour pela Walt Disney Studios Burbank, assim como uma conta poupança de 1.000 dólares do Synchrony Bank, com uma vencedora recebendo mentoria do time digital da Walt Disney Studios.
Em 10 de outubro de 2016, aproximadamente 15 minutos de filmagens foram transmitidas em 115 locais com IMAX 3D na América do Norte, além de alguns locais específicos ao redor do mundo. Fãs participando do evento receberam cartazes exclusivos do filme. Umberto Gonzales, da TheWrap, chamou as filmagens de "impressionantes de se ver", adicionando que a sequência apresentada na qual a Anciã envia Strange "na sua primeira viagem pelo multiverso" foi "onde o IMAX 3D realmente brilhou. A audiência recebeu um incrível tour visual do multiverso, que mostra outras dimensões e realidades. É realmente algo impressionante de se ver em IMAX 3D", concluindo que "depois de assistir apenas 15 minutos, IMAX 3D definitivamente é o formato certo de se assistir este filme." Britt Hayes, da Screen Crush, achou que as cenas foram "vertiginosas" e "bem mais estranhas e diferenes do que os trailers deixavam parecer", apesar de achar que era um pouco difícil "julgar o pouco que foi mostrado sem mais contexto (especialmente as cenas iniciais)". Sobre as mesmas sequências onde a Anciã envia Strange pelo multiverso, Hayes disse que "as cenas de drogas psicodélicas de Seth Rogen não se comparam com os visuais apresentados aqui. É impressionante, elaborado, e são facilmente os momentos mais divertidos". A Terri Schwartz, da IGN, disse que as cenas mostradas eram onde "a estética de terror de Derrickson brilha".
Marvel forneceu vários conteúdos especiais relacionados ao filme no Twitter, Giphy, Facebook, Snapchat, Tumblr, e Instagram. Além disso, o Microsoft Surface teve patrocínio promocional para o filme, devido ao uso do aparelho no processo de filmagens. Uma parceria com o aplicativo Tilt Brush, da Google, apresentou "realidade misturada" com "artistas em Los Angeles, Londres, e Hong Kong, inspirado por diferentes dimensões em Doutor Estranho, e recriando os mundos em realidade virtual para uma experiência visual imersiva".
Para anunciar o lançamento de em DVD e Blu-ray, a Marvel lançou um comercial ao contrário, nele há um resumo do filme começando por uma das últimas cenas até chegar a primeira, incluindo até fala ao contrário.

## Lançamento
A estreia mundial de Doutor Estranho aconteceu em Hong Kong, em 13 de outubro de 2016, e a estreia de Hollywood foi no TCL Chinese Theatre e no El Capitan Theatre, em 20 de outubro de 2016. O filme foi lançado no Reino Unido em 25 de outubro de 2016, junto de outros 33 mercados em seu primeiro fim de semana, sendo 213 cinemas IMAX em 32 destes mercados. Foi transmitido também na EW PopFest, em 28 de outubro de 2016, em Los Angeles. O lançamento norte americano aconteceu em 4 de novembro, sendo transmitido em 3.882 cinemas, dos quais 3.530 eram 3D, e 379 eram IMAX. No geral, Doutor Estranho teve o maior lançamento mundial do IMAX, sendo também o primeiro filme a ser lançado em mais de 1000 cinemas IMAX. Inicialmente reportado com lançamento em 8 de julho de 2016, o cronograma de produção foi alterado para se adaptar aos outros compromissos de Cumberbatch. Doutor Estranho faz parte da terceira fase do UCM.
Doutor Estranho foi disponibilizado digitalmente pela Walt Disney Studios Home Entertainment em 14 de fevereiro de 2017, e em Blu-ray, Blu-ray 3D e DVD em 28 de fevereiro de 2017. As mídias digitais e Blu-ray também incluíram cenas de making-of; comentário em áudio; cenas deletadas; erros de gravação; cenas exclusivas de prévia para os filmes Guardiões da Galáxia Vol. 2, Thor: Ragnarok, Pantera Negra, e Vingadores: Guerra Infinita; e Team Thor: Part 2, uma continuação do mocumentário Team Thor, dirigido por Waititi. A versão IMAX Enhanced do filme foi disponibilizada na Disney+ em 12 de novembro de 2021. Uma versão de colecionador com capa de aço e apresentando uma imagem do Olho de Agamotto, ao invés das cores brilhantes dos outros cartazes e materiais de marketing do Dr. Strange, foi vendida exclusivamente pela Best Buy.

## Recepção

### Bilheteria
Doutor Estranho arrecadou 232,6 milhões de dólares nos Estados Unidos e Canadá, e 445,2 milhões de dólares em outros territórios, para um total mundial de 677,8 milhões de dólares. O filme se tornou o maior lançamento do IMAX em novembro em territorio local (12,2 milhões de dólares), internacional (24 milhões de dólares), e mundial (24,2 milhões de dólares), batendo os recordes de Interstellar. Até 27 de novembro de 2016, o filme havia se tornado o maior filme de introdução de personagem único do UCM. Deadline Hollywood calculou o lucro líquido do filme em 122,65 milhões de dólares, levando em consideração "orçamento de produção, participação de talentos, e outros custos", tomando a 11ª posição na sua lista de 2016 de "Blockbusters mais valiosos".
Doutor Estranho arrecadou 32,6 milhões de dólares no seu dia de lançamento nos Estados Unidos e Canadá, incluindo as prévias da quinta-feira, com um total bruto de 85,1 milhões de dólares no fim de semana; IMAX contribuiu 12,2 milhões de dólares para o total, com o 3D contribuindo 24 milhões de dólares. O filme ficou em primeiro lugar no fim de semana, e se tornou o segundo maior lançamento da Disney em novembro. Projeções iniciais para o filme no final de agosto de 2016 o colocaram, na pior das hipóteses, em 50 milhões de dólares, e na melhor 88 milhões de dólares no seu fim de semana de lançamento, com projeções revisadas para 65-75 milhões de dólares em um período mais próximo do lançamento. Doutor Estranho permaneceu no topo de arrecadação durante seu segundo fim de semana, caindo para segundo lugar no seu terceiro e quarto, perdendo para Fantastic Beasts and Where to Find Them. No seu quarto fim de semana, Doutor Estranho ficou em terceiro lugar, atrás de Fantastic Beasts e Moana. No quinto e sexto fins de semana, caiu para o quinto lugar, e no sétimo fim de semana já estava em nono lugar. O filme foi projetado para arrecadar 255 milhões de dólares eu seu total bruto nos Estados Unidos.
Internacionalmente, Doutor Estranho arrecadou 87,7 milhões de dólares em seu primeiro fim de semana em 33 mercados, ficando em primeiro lugar em quase todos os territórios, exceto Lituânia e Finlândia. A Coreia do Sul foi o maior mercado com 18,1 milhões de dólares, localmente sendo o maior lançamento original da Marvel de todos os tempos, junto de um recorde de melhor lançamento de filmes IMAX. IMAX arrecadou um recorde de 7,8 milhões de dólares, o melhor lançamento internacional do IMAX para um filme em outubro, com a Rússia vendo o melhor sábado de IMAX para um filme da Marvel. Adicionalmente, Hong Kong (3,2 milhões de dólares), Tailândia (2,5 milhões de dólares), Malásia (2,4 milhões de dólares), e Singapura (2,2 milhões de dólares) também tiveram o maior lançacmento de um filme da Marvel durante o fim de semana. No seu segundo fim de semana, o filme abriu para mais 22 territórios, tornando-se o primeiro lugar na China com 44,4 milhões, o maior lançamento em fim de semana para o primeiro filme de um super herói no país. O lançamento da China também foi o terceiro maior lançamento do UCM, atrás de Vingadores: Era de Ultron e Capitão América: Guerra Civil, assim como o melhor lançamento de fim de semana para um filme IMAX em novembro, com 6,3 milhões de dólares. IMAX também bateu recordes de lançamento na Índia, Chile, Colômbia, e Equador. O Brasil também foi um mercado forte, arrecadando 7,9 milhões de dólares. Doutor Estranho permaneceu no primeiro lugar até o terceiro fim de semana na Dinamarca, Holanda, Reino Unido, Austrália, Hong Kong, Coreia do Sul, Malásia, Nova Zelândia e Singapura, e primeiro lugar até a segunda semana na China e Rússia. Ele também se tornou o maior lançamento original do UCM na Índia, Hong Kong, Coreia do Sul, Filipinas, Singapura, Tailândia, e Vietnã. Seu quarto fim de semana viu o total bruto na China ultrapassar 100 milhões de dólares, um "feito cada vez mais raro em 2016". No fim de semana seguinte, Doutor Estranho lançou na Argentina, onde foi o primeiro lugar e arrecadou 1 milhão de dólares. O décimo quarto fim de semana viu abertura no Japão, onde foi o primeiro lugar com 4,5 milhões de dólares. Até 4 de dezembro de 2016, os maiores mercados do filme foram a China (110,3 milhões de dólares), Coreia do Sul (41,3 milhões de dólares), e Reino Unido / Irlanda (27,9 milhões de dólares).

### Recepção crítica
No Rotten Tomatoes, o filme acumulou uma aprovação de 89% da crítica, cujo consenso diz que "Doutor Estranho possui um ótimo equilíbrio entre o material original e as propriedades de um blockbuster do UCM, entregando uma história de origem de super-herói muito divertida". No Metacritic, o filme mantém uma nota de 72/100, baseado em 49 avaliações, indicando "críticas geralmente positivas". Audiências do CinemaScore deram ao filme uma nota média A (escala de A+ até F), enquanto PostTrak reportou 91% de avaliações positivas e 73% de "definitivamente recomendado".
Todd McCarthy, do The Hollywood Reporter, chamou Doutor Estranho de uma adição "envolvente, com ótimo elenco, e esporadicamente vislumbrante" à franquia, adicionando que "este filme de ação ostentivamente baseado nos princípios de expansão da mente do misticismo oriental é diferente o suficiente para estabelecer um nicho sólido em meio a uma franquia de máquinas de fazer dinheiro". McCarthy, além de elogiar as atuações, achou que havia uma certa sequência que "foi muito além do espetáculo visual de Inception" e que as sequências de manipulação do tempo "pareceram utilizar muito bem a tecnologia 3D, o que os fãs atuais acharão maravilhoso". Peter Debruge, da Variety, chamou o filme de "o lançamento mais satisfatório desde Spider-Man 2", e escreveu que apesar de ter "o mesmo visual e influência corporativa" dos outros filmes do UCM, ele "apresenta uma alma de originalidade que é refrescante no meio de tantos outros filmes de super-heróis atuais". Debruge também elogiou o elenco, junto de uma multitude de efeitos especiais que o filme foi capaz de alcançar. Alonso Duralde, avaliando pela TheWrap, disse que "é verdade, Doutor Estranho é uma história de origem, e ocasionalmente encurralado pelos requisitos de narrativa do gênero, mas é esperto o suficiente para trazer grandes atores britânicos para fazer escolhas e lições de vida previsíveis parecerem novidade". Sobre os visuais, Duralde elogiou-os, exclamando que "em um ano onde vários espetáculos vazios nos induziram a um nível gigantesco de fatiga por CGI, esta aventura divertida e estranha nos relembra que efeitos visuais podem ser bem efetivos quando usados com imaginação". Manohla Dargis, do The New York Times, disse que "o agradável Doutor Estranho ... é parte da estratégia da Marvel de dominação global, mas mesmo assim é tão visualmente vislumbrante, tão lindo e ágil, que você as vezes esquece da marca por trás dele." Justin Chang, do Los Angeles Times, afirmou que "dentro da narrativa familiar de histórias de origem, o escritor-diretor Scott Derrickson enfiou tantas experiências extra-corpóreas, cenas  espaço-temporais, e visuais caleidoscópios quanto necessário para fazer você se perguntar se ele e seus co-escritores ... estiveram sob efeito de drogas".
Por outro lado, Angelica Jade Bastién, do Roger Ebert, afirmou que "apesar de seus efeitos viajosos e construção de um mundo maravilhoso, Doutor Estranho não é o passo evolucionário da Marvel em termos de história. Por baixo de todas as suas melhorias, a narrativa ainda é algo que já vimos inúmeras vezes." Mara Reinstein, do US Weekly, chamou o filme de "sem graça", e escreveu que "apesar dos poderes sedutores de Cumberbatch, ele não pode salvar um filme complexo que depende de uma galáxia de efeitos e truques 3D... Ninguém está se divertindo tanto por aqui - com exceção da Capa da Levitação, que possui sua própria personalidade e pode ajudá-lo em situações de perigo." Rex Reed, do The New York Observer, chamou Doutor Estranho de "uma mistura desconfortável, clichê, de imaginação paralisada e realidade bizarra", e disse que "nada faz sentido ... Por caracterização, diálogo, arco narrativo, atuações aceitáveis e coerência, busque em outro lugar". Adam Graham, do The Detroit News, disse que "Cumberbatch é muito carismático como protagonista... Mas aí está: ele é mais um convidado do que um anfitrião. Doutor Estranho é uma boa introdução, mas ao final do filme você não está tão triste de estar indo embora do cinema."

## Prêmios e Indicações
| Ano  | Prêmio                                     | Categoria                                                               | Premiado | Notas    | Ref     |
| ---- | ------------------------------------------ | ----------------------------------------------------------------------- | --- | -------- | ------- |
| 2016 | Evening Standard British Film Awards       | Melhor Ator                                                             | Benedict Cumberbatch                                                                                        | Indicado | [ 235 ] |
| 2016 | Evening Standard British Film Awards       | Melhor Ator Coadjuvante                                                 | Chiwetel Ejiofor                                                                                            | Indicado | [ 235 ] |
| 2016 | Hollywood Film Award                       | Efeitos Visuais                                                         | Stephane Ceretti e Richard Bluff                                                                            | Venceu   | [ 236 ] |
| 2016 | Hollywood Music in Media Awards            | Melhor Trilha Original - Ficção Científica / Fantasia                   | Michael Giacchino                                                                                           | Indicado | [ 237 ] |
| 2016 | Critics' Choice Awards                     | Melhor Maquiagem                                                        | Doutor Estranho                                                                                             | Indicado | [ 238 ] |
| 2016 | Critics' Choice Awards                     | Melhores Efeitos Visuais                                                | Doutor Estranho                                                                                             | Indicado | [ 238 ] |
| 2016 | Critics' Choice Awards                     | Melhor Filme de Ação                                                    | Doutor Estranho                                                                                             | Indicado | [ 238 ] |
| 2016 | Critics' Choice Awards                     | Melhor Ator em um Filme de Ação                                         | Benedict Cumberbatch                                                                                        | Indicado | [ 238 ] |
| 2016 | Critics' Choice Awards                     | Melhor Atriz em um Filme de Ação                                        | Tilda Swinton                                                                                               | Indicado | [ 238 ] |
| 2016 | Critics' Choice Awards                     | Melhor Ficção Científica / Filme de Terror                              | Doutor Estranho                                                                                             | Indicado | [ 238 ] |
| 2016 | San Diego Film Critics Society             | Melhores Efeitos Visuais                                                | Doutor Estranho                                                                                             | Indicado | [ 239 ] |
| 2016 | St. Louis Gateway Film Critics Association | Melhor Filme de Ação                                                    | Doutor Estranho                                                                                             | Indicado | [ 240 ] |
| 2016 | St. Louis Gateway Film Critics Association | Melhor Filme de Terror / Ficção Científica                              | Doutor Estranho                                                                                             | Indicado | [ 240 ] |
| 2016 | St. Louis Gateway Film Critics Association | Melhores Efeitos Visuais                                                | Doutor Estranho                                                                                             | Indicado | [ 240 ] |
| 2016 | Florida Film Critics' Circle               | Melhores Efeitos Visuais                                                | Doutor Estranho                                                                                             | Indicado | [ 241 ] |
| 2017 | Annie Awards                               | Realização Excepcional, Efeitos Animados em uma Produção em Live Action | Georg Kaltenbrunner, Michael Marcuzzi, Thomas Bevan, Andrew Graham e Jihyun Yoon                            | Venceu   | [ 242 ] |
| 2017 | Satellite Awards                           | Melhores Efeitos Visuais                                                | Doutor Estranho                                                                                             | Indicado | [ 243 ] |
| 2017 | Satellite Awards                           | Melhor Figurino                                                         | Alexandra Byrne                                                                                             | Indicado | [ 243 ] |
| 2017 | Screen Actors Guild Awards                 | Desempenho Excepcional de um Stunt Ensemble em um Filme                 | Doutor Estranho                                                                                             | Indicado | [ 244 ] |
| 2017 | Academy Awards (Oscar)                     | Melhores Efeitos Visuais                                                | Stephane Ceretti, Richard Bluff, Vincent Cirelli e Paul Corbould                                            | Indicado | [ 245 ] |
| 2017 | Houston Film Critics Society               | Realização Técnica                                                      | Doutor Estranho                                                                                             | Indicado | [ 246 ] |
| 2017 | Art Directors Guild Awards                 | Excelência em Design de Produção para um Filme de Fantasia              | Charles Wood                                                                                                | Indicado | [ 247 ] |
| 2017 | Visual Effects Society Award               | Efeitos Visuais Excepcionais em um Recurso Fotorealista                 | Stephane Ceretti, Susan Pickett, Richard Bluff, Vincent Cirelli, Paul Corbould                              | Indicado | [ 248 ] |
| 2017 | Visual Effects Society Award               | Excelente Ambiente Criado em um recurso Fotorealista                    | Doutor Estranho - New York - Adam Watkins, Martinjn van Herk, Tim Belsher, Jon Mitchell                     | Venceu   | [ 248 ] |
| 2017 | Visual Effects Society Award               | Excelente Ambiente Criado em um recurso Fotorealista                    | Doutor Estranho - Londres - Brendan Seals, Raphael A. Pimentel, Andrew Zink, Gregory Ng                     | Indicado | [ 248 ] |
| 2017 | Visual Effects Society Award               | Cinematografia Virtual Excepcional em um Projeto Fotorealista           | Doutor Estranho - New York Dimensão Espelhada – Landis Fields, Mathew Cowie, Frederic Medioni, Faraz Hameed | Indicado | [ 248 ] |
| 2017 | Visual Effects Society Award               | Simulações de Efeitos Excepcionais em um Recurso Fotorealista           | Hong Kong Reversão da Destruição – Florian Witzel, Georges Nakhle, Azhul Mohamed, David Kirchner            | Indicado | [ 248 ] |
| 2017 | Visual Effects Society Award               | Composição Excepcional em um Recurso Fotorealista                       | New York – Matthew Lane, Jose Fernandez, Ziad Shureih, Amy Shepard                                          | Indicado | [ 248 ] |
| 2017 | Saturn Awards 2017                         | Melhor Diretor                                                          | Scott Derrickson                                                                                            | Indicado | [ 249 ] |
| 2017 | Saturn Awards 2017                         | Melhor Ator                                                             | Benedict Cumberbatch                                                                                        | Indicado | [ 249 ] |
| 2017 | Saturn Awards 2017                         | Melhor Atriz Coadjuvante                                                | Tilda Swinton                                                                                               | Venceu   | [ 249 ] |
| 2017 | Saturn Awards 2017                         | Melhores Efeitos Visuais                                                | Stephane Ceretti, Richard Bluff, Vincent Cirelli e Paul Corbould                                            | Indicado | [ 249 ] |
| 2017 | Saturn Awards 2017                         | Melhor Música                                                           | Michael Giacchino                                                                                           | Indicado | [ 249 ] |
| 2017 | Saturn Awards 2017                         | Melhor Roteiro de Filme                                                 | Jon Spaihts, Scott Derrickson e C. Robert Cargill                                                           | Indicado | [ 249 ] |
| 2017 | Saturn Awards 2017                         | Melhor Adaptação de Quadrinhos para Filme                               | Doutor Estranho                                                                                             | Venceu   | [ 249 ] |
| 2017 | Saturn Awards 2017                         | Melhor Maquiagem                                                        | Jeremy Whitewood                                                                                            | Indicado | [ 249 ] |
| 2017 | Saturn Awards 2017                         | Melhor Figurino                                                         | Alexandra Byrne                                                                                             | Indicado | [ 249 ] |
| 2017 | Saturn Awards 2017                         | Melhor Design de Produção                                               | Charles Wood                                                                                                | Indicado | [ 249 ] |
| 2017 | Nebula Awards                              | Prêmio Ray Bradbury para Apresentação Dramatica Excepcional             | Doutor Estranho                                                                                             | Indicado | [ 250 ] |
| 2017 | Costume Desingner Guild Awards             | Excelência em Filme de Fantasia                                         | Alexandra Byrne                                                                                             | Venceu   | [ 251 ] |

## Futuro
Kevin Feige em 29 de Junho de 2018 confirmara que Doutor Estranho teria uma sequência. O anúncio oficial da sequência, Doctor Strange in the Multiverse of Madness, foi feito no painel do Marvel Studios na San Diego Comic-Con em julho de 2019, com data de estreia prevista para 7 de maio de 2021 nos Estados Unidos.